# 古澤未来
古澤 未来（ふるさわ みく、1988年10月1日 - ）は、日本のモデル、タレント。

## 経歴
運送会社を経営する家族のもとで育つ。17歳のときより読者モデルをつとめる一方、高校には6年半通い、22歳で卒業した。ダンプカー運転手で読者モデルという経歴を持ち、「ガテン系モデル」として注目される。
2013年1月、『スクール革命!』でテレビ番組への初出演を果たす。2月、テレビ番組『ペケ×ポン』で小森純、坂口杏里、鈴木奈々と共演。5月、『水滸伝』のDVD発売イベントにナイツとともに出席。10月、映画『オーバードライヴ』の宣伝ドライバーに就任した。同年、雑誌『トラック魂』の専属モデルに抜擢される。そのほか、『笑神様は突然に…』、『有吉反省会』、『サンデージャポン』といったテレビ番組に出演している。

## 人物
- パンチパーマ好きを公言しているが、これは父や祖父がパンチパーマだったためと語っている[要出典]。

## 出演

### テレビ番組
- 絶景・山の時間（2013年7月19日、BSフジ）
- run for money 逃走中（2013年9月29日、フジテレビ） - 逃走者として出演
- ザキロバ!アシュラのススメ（2013年10月1日、メ～テレ）
- 車あるんですけど…?（2018年2月4日・4月1日・7月15日、テレビ東京）

### インターネット番組
- ななにー 地下ABEMA（2025年1月19日、ABEMA）[12][13]

### イベント
- 神戸コレクション（2012年）
- 東京ガールズコレクション（2012年）

## モデル
- JELLY（ぶんか社）
- トラック魂（交通タイムス社）
- PEAK&PINE